# 第32回全国高等学校ラグビーフットボール大会
第32回全国高等学校ラグビーフットボール大会（だい32かいぜんこくこうとうがっこうラグビーフットボールたいかい）は、1953年（昭和28年）1月に西宮球技場で開催された全国高等学校ラグビーフットボール大会である。

## 概要
- 今大会で同点時反則数の少ない方が勝ちになる方式が終了した。

## 参加チーム
- 北見北斗（北海道）（3年連続4回目）
- 高松（岩手県）（3年連続3回目）
- 秋田市立（秋田県）（初出場）
- 日大二（東京都）（20年ぶり2回目）
- 慶應（神奈川県）（10年ぶり11回目）
- 魚津（富山県）（初出場）
- 津工（三重県）（初出場）
- 光風工（和歌山県）（初出場）
- 淀川工（大阪府）（初出場）
- 天理（奈良県）（2年連続11回目）
- 山口（山口県）（5年ぶり3回目）
- 松山商（愛媛県）（初出場）
- 福岡（福岡県）（3年ぶり17回目）
- 上野丘（大分県）（初出場）
- 熊本工（熊本県）（2年連続3回目）
- 前年度優勝校:秋田工（秋田県）（7年連続19回目）

## 試合結果

### 1回戦
- 山口0-33 日大二
- 上野丘3-17 秋田工
- 福岡 14-0高松
- 淀川工 9-6秋田市立
- 津工6-23 熊本工
- 松山商 3-0魚津
- 光風工8-17 北見北斗
- 天理3-16 慶應

### 2回戦
- 日大二6-12 秋田工
- 福岡 9-0淀川工
- 熊本工 3-0松山商
- 北見北斗 16-6慶應

### 準決勝
- 秋田工 5-5福岡（反則数で秋田工が勝ち抜け）
- 熊本工3-9 北見北斗

### 決勝
秋田工が2年連続7回目の優勝を果たした。
- 秋田工 8-0北見北斗